# Логори у Срему под управом НДХ
Логори у Срему под управом Независне Државе Хрватске (НДХ) били су део јединственог система концентрационих логора нацистичке Немачке на простору окупиране Југославије. Током Другог светског рата на простору Срема радила су два логора; сабирни логор у Сремској Митровици и озлоглашени концентрациони логор Сајмиште, који је био ослонац немачких репресивне мреже не само на овом подрују, него и на просторима НДХ и целог европског Југоистока.
Концентрациони и сабирни логори НДХ, укључујући и ове у Срему, по методама мучења које су примењиване и начину на који су заточеници усмрћивани, превазишли су и најозлоглашеније нацистичке логоре широм Европе. Међутим у организовању усташких концентрационих логора учествовали су Немци. Они су такође учествовали и у убијању великог броја Јевреја са територије НДХ и Србије, и у одвођењу заточеника из ових логора у нацистичке логоре ван Југославије, првенствено у логор у Аушвицу.

## Предуслови
Оснивању и територијалној расподели логора на простору НДХ, претходила је подела Југославије и Србије, која се заснивала на стварању новостворених квислиншких творевина на простору ратом захваћене Европе. Тако је Срем ушао у састав новостворене квислиншке државе - Независне Државе Хрватске (НДХ), у којој је постављен немачки опуномоћени генерал као војни саветник и веза између немачких оружаних снага и оружаних снага Независне Државе Хрватске;
Пацификација и експлоатација, два главна циља немачког окупатора, могла су да се остваре само оснивањем разгранатог и свеобухватног система принуде у новооснованим логорима широм Европе уз велико ангажовање војних и полицијских снага. Овакав став окупатора наметнуо је дефинисање нове типологије заточеничких логора у окупираној Југославији, и одређивање њиховог места у целом немачком систему логора, како у самом Рајху тако и у окупираним земљама. У том смислу, немачке логоре у Срему треба посматра кроз целокупни систем немачких концентрационих и радних логора у Рајху и окупираним земљама, као један подсистем, који је на територији НДХ имао своје логоре нижег и вишег ранга, али увек са циљем прикупљања и даљег упућивања заточеника ради коришћења њихове радне снаге, изузев оних предвиђених за стрељање у одмаздама. То је условило и све веће повезивања немачких логора у Независној Држави Хрватској, са немачким логорима на њеној територији.
Оснивање логора широм Независне Државе Хрватске, имало је циљ што лакше и темељитије спровођење тортуре над српским народом и спровођења планског и систематског геноцида над Јеврејима и Ромима. Усташе су у Срему почев од 1941. године, прво формирали логоре у којима су били заточени Јевреји и заробљени припадници Југословенске војске, а потом и припадници комунистичког и четничког покрета и њихови симпатизери. Систе оснивања логора имао је примарно за циљ коначно решење јеврејског питања у Србији и НДХ и заснивао се на нацистичкој идеологији - физичком уништењу у концентрационим логорима, којом је требало да се оствари нацистичко-расистичка теорија о „чистоћи аријевске расе” али и „теорија о чистоћи хрватске, нације” ликвидирањем Јевреја Рома и за режим НДХ неприхватљивих Срба.
Током 1942. године, упоредо са премештањем тежишта устанка у Југославији на хрватско државно подручје, односно на српско устаничко подручје у НДХ, јачало је и немачко војно присуство. Уочи великих војних операција у зиму 1943. (операције „Вајс”), предвиђајући велики број заробљеника, Немци су одлучили да у НДХ преузму под своју управу поједине логоре и из њих упућују заточенике на присилни рад без посредовања
хрватских власти. Тако су од 17. јануара 1943. немачке снаге преузеле контролу над логорима у Сиску и Осјеку. Одатле су заточеници упућивани у логор на Београдском сајмишту, а из њега у друге логоре у Немачкој и у окупираним земљама.
Изузев сабиралишта за заробљенике у зонама војних операција, немачке војне снаге су до почетка 1943. имале своје логоре у Независној Држави Хрватској, ради добијања принудне радне снаге из усташких концентрационих логора. Како су Немци били упућени на аранжмане са хрватским властима, део радно способних заточеника преузиман је директно из хрватских логора, док је део упућиван у логор на Сајмишту, одакле су распоређивани у друге логоре. Тако је због развоја прилика у окупираној Југославији, логор на Сајмишту за немачке факторе добијао све већи значај.
Оснивањем првих концентрационих логора у НДХ руководио је Еуген Кватерник, а у избору места за логоре, као и у давању сугестија по питању њихове организације, учествовали су и органи Гестапоа, у првом реду СС-пуковник Ханс Хелм. Од усташких руководилаца учествовали су у организовању концентрационих логора Андрија Артуковић, Мијо Бабић, Вјекослав Лубурић и др.

## Концентрациони логор Старо сајмиште у Земуну
Логор на старом Сајмиште, или преведено са немачког Јеврејски логор Земун, налазио се на левој обали реке Саве, наспрам Савског моста, на месту Старог сајмишта, на територији која је ушла у састав Независне Државе Хрватске, и на којој је Сајмиште означавало њену најисточнију тачку.. На захтев Хрвата Немци су ту територију уступила и на њој дозволила успостављање логора, под условом хрватске владе ”…да у логору не буде српских стражара или полицајаца и да се логор снабдева и финансира из Београда.”
У почетку је логор био само за српске Јевреје и то првенствени жене, децу и старце. Свакодневно од 8. децембра 1941. до почетка маја 1942. године, јеврејска деца, жене и старци убијани су на путу од логора до припремљених масовних рака у селу Јајинци и за само пет месеци у логору је страдало преко шест хиљада Јевреја. Када је маја 1942. довршено уништавање Јевреја,a Србија проглашена за   – очишћену од Јевреја, логор је почео да прима и друге таоце: комунисте, партизане,четнике као и цивиле ухваћене на подручју ратних дејстава од маја 1942. до јула 1944. године.
Након што је Вермахт стрељао у знак одмазде 4.000 до 5.000 мушкараца Јевреја, немачка администрација је у јесен 1941. почела да тражи локацију на коју би били премештени преостали Јевреји, жене, деца и стари, који су због пола, година или физичког стања били поштеђени стрељања. Првобитно, план је био да се до предвиђене депортације на „прихватилиште на истоку“, Јевреји сместе у логор близу Сремске Митровице, али се схватило да је локација неподесна, јер је земљиште подложно поплавама, те се од тог плана одустало.
Немачка војна управа одлучила је 23. октобра 1941, да за ту намену преуреди Београдско сајмиште и његове павиљоне, напуштене након бомбардовања 6. априла. Како се локација налазила недалеко од Земуна, логор је назван Judenlager Semlin, односно Јеврејски логор Земун.. Адаптацију простора је извела немачка грађевинска организација Тот, а радове су изводила група од 200-300 Јевреја из логора Топовске шупе, који су касније интернирани у логор Сајмиште, док је логор на Аутокоманди ликвидиран.
Управу над логором је имао немачки СС до маја 1944. После тога команду над логором преузеле су усташе.
Кроз Прихватни логор Земун, како му је гласио нови назив, прошло је око тридесет две хиљаде људи, а убијено око једанаест хиљада. Логор на Старом београдском сајмишту био је највећи немачки логор не само у окупираној Србији, већ и на европском Југоистоку. У савезничком бомбардовању 1944. године, оштећени су и порушени многи логорски/сајамски павиљони, након чега је логор расформиран.
Већина Немаца одговорних за рад логора након рата је ухапшено и изведено пред суд. Неколико њих је изручено Југославији и погубљено. Командант логора Херберт Андорфер и његов заменик Едгар Енге ухапшени су током 1960их након много година скривања. Обојици су у Западној Немачкој и Аустрији изречене кратке казне, мада Енгеова казна никада није испоштована због његових година и лошег здравља.

## Сабирни логор у Сремској Митровици
Логор у Сремској Митровици, основале су усташе јула 1941. и у њега интернирале Јевреје који су стално живели у Руми (око 250) и јеврејске
избеглице из западне Европе (око 200). После неколико дана кућама су пуштен Јевреји стално настањени у Руми, након што су платили износ од 200.000 динара, док су јеврејске избеглице одведене у логоре у Старој Градишки и Јасеновцу (мушкарци), и логор у Лоборграду (жене и деца).
Међутим, убрзо су Јевреји, стално настањени у Руми, одведени поново у логор (јула 1942.) и одатле премештени у винковачки логор, а након три недеље и у логоре у Јасеновцу и Аушвицу.